# The Queen Is Dead
| 전문가 평가                   | 전문가 평가             |
| 총 점수                       | 총 점수                 |
| 출처                          | 점수                    |
| ----------------------------- | ----------------------- |
| 메타크리틱                    | 99/100 (deluxe edition) |
| 평가 점수                     |                         |
| 출처                          | 점수                    |
| AllMusic                      | [ 4 ]                   |
| Blender                       | [ 5 ]                   |
| Chicago Tribune               | [ 6 ]                   |
| Mojo                          | [ 7 ]                   |
| Pitchfork                     | 10/10                   |
| Q                             | [ 9 ]                   |
| Rolling Stone                 | [ 10 ]                  |
| The Rolling Stone Album Guide | [ 11 ]                  |
| Uncut                         | [ 12 ]                  |
| The Village Voice             | B+                      |

《The Queen Is Dead》는 영국의 록 밴드 더 스미스의 세 번째 스튜디오 음반이다. 1986년 6월 16일, 영국에서 러프 트레이드 레코드에 의해, 그리고 1986년 6월 23일, 미국에서 사이어 레코드에 의해 발매된 이 음반은 영국 음반 차트에서 22주간 2위를 기록하며 정점을 찍었다. 그것은 또한 미국 빌보드 200에서 70위에 올랐고, 1990년 말에 미국 음반 산업 협회에 의해 골드 인증을 받았다.
《The Queen Is Dead》는 2020년 《롤링 스톤》의 역사상 가장 위대한 음반 500장에서 113위에 올랐다. 《NME》는 2013년 목록에서 《The Queen Is Dead》를 역사상 가장 위대한 음반으로 선정했다.
기타리스트 조니 마는 1985년 초 더 스미스가 영국 순회공연을 하는 동안 사운드체크를 하는 동안 베이시스트 앤디 루크, 드러머 마이크 조이스와 함께 편곡 작업을 하는 동안 《The Queen Is Dead》에 등장한 여러 곡의 음악을 작곡했다. 음반의 제목은 휴버트 셀비 2세의 1964년 소설 《브루클린으로 가는 마지막 비상구》에서 따온 것이다. 이 커버 아트는 1964년 영화 《불굴의 인간》에 프랑스 배우 알랭 들롱이 출연한다. 이 음반은 모리세이와 마가 프로듀싱했으며, 주로 엔지니어 스티븐 스트릿과 함께 작업했으며, 그는 1985년 밴드의 음반인 《Meat Is Murder》를 프로듀싱했다.

## 작곡
마는 음반을 프로듀싱하는 동안 스투지스, 벨벳 언더그라운드, 디트로이트 개러지 록 신에 큰 영향을 받았다. 〈Vicar in a Tutu〉라는 노래는 마가 "그것은 빌어먹을 세상을 바꾸려고 시도하는 것에서 변화를 가져왔다"고 말한 것에 의해 "던져졌다"고 간주되었다. 〈The Queen is Dead〉는 마가 10대 때 작곡하기 시작한 노래를 바탕으로 만들어졌다.
마에 따르면, 〈The Boy with the Thorn in His Side〉는 "힘들이지 않는 음악"이었으며, 1985년 봄에 투어에서 쓰여졌다. 이 노래의 가사는 이 밴드가 그것을 감상하지 못한 음악 산업의 경험을 우화적으로 언급하고 있다.  2003년 모리세이는 이 곡을 그가 가장 좋아하는 더 스미스의 노래로 명명했다.
1985년 여름 마는 모리세이의 편지함을 통해 〈Some Girls Are Bigger Than Others〉의 음악 데모를 게시했다. 그리고 모리세이는 가사를 추가함으로써 이 노래를 완성했다. 마는 "가사보다 음악을 더 선호한다"고 말했다.
〈Frankly, Mr. Shankly〉, 〈I Know It's Over〉, 그리고 〈There Is a Light That Never Goes Out〉은 1985년 늦은 여름 맨체스터 보던에 있는 마의 집에서 열린 "마라톤" 작사, 작곡 세션에서 모리세이와 마가 썼다.  이들 중 첫 번째 것은 더 스미스 레코드 레이블 러프 트레이드의 대표 제프 트래비스에게 보낸 것으로 알려졌지만 모리세이는 이를 부인하고 있다. 트래비스는 이 곡을 "다른 곳에 있고 싶은 모리시의 욕망"에 대한 "재미있는 가사"라고 묘사하며, 이 노래의 한 구절이 모리세이를 위해 쓴 시를 언급한 것임을 인정했다.
〈There Is a Light That Never Goes Out〉은 뉴욕 돌스의 〈Lonely Planet Boy〉에서 따온 가사를 특징으로 한다. 마는 "처음 연주했을 때, 내가 들어본 노래 중 최고라고 생각했다"고 말했다.  이 곡의 기타 부분은 롤링 스톤스가 마빈 게이의 〈Hitch Hike〉를 커버한 것으로, 게이가 직접 만든 오리지널 버전은 벨벳 언더그라운드의 〈There She Goes Again〉에 영감을 주었다.
1985년 8월에 완성된 〈Never Had No Ever〉의 음악은 마가 1984년 12월에 녹음한 데모곡에 기반을 두었으며, 그 자체가 스투지스의 〈I Need Somebody〉를 기반으로 했다. 마는 "그 트랙의 분위기는 음반 전체와 녹음하는 것이 어떠했는지에 대해 상당히 요약된다"고 말했다. 이 노래의 가사는 이민자 가족 출신으로서 맨체스터 거리의 집이 아닌 모리세이의 불안감을 반영한다.
〈The Boy with the Thorn in His Side,〉 〈Bigmouth Strikes Again〉, 〈Frankly, Mr. Shankly〉는 지난 9월과 10월 스코틀랜드 순회공연에서 라이브로 데뷔했으며, 이 기간 동안 〈The Queen Is Dead〉, 〈There Is a Light That Never Goes Out〉 등이 사운드체크됐다.

## 녹음
이 음반은 모리세이와 마가 프로듀싱했으며, 주로 엔지니어 스티븐 스트릿과 함께 작업했으며, 그는 1985년 밴드의 음반인 《Meat Is Murder》를 프로듀싱했다. 스트릿은 "모리세이, 조니와 나는 모두 비슷한 나이였고 같은 종류의 일을 했기 때문에 스튜디오에서는 모두가 꽤 편안함을 느꼈다"고 회상했다.
그 당시 그 그룹은 음반사 러프 트레이드 때문에 어려움을 겪고 있었다. 하지만 스트릿에 따르면, "스튜디오의 분위기가 매우 건설적이었기 때문에 이것은 녹음을 방해하지 않았다."
1985년 7월 녹음된 이 음반의 첫 곡은 〈The Boy with the Thorn in His Side〉이었다. 이 녹음은 맨체스터의 작은 스튜디오에서 엔지니어 스티븐 스트릿과 함께 만들어지고 처음에는 데모용으로 의도된 것으로 밴드에 의해 싱글로 발매하기에 충분하다고 여겨졌다. 1985년 9월 16일 발매되어 영국 싱글 차트에서 23위에 올랐다.

## 발매
《The Queen Is Dead》는 1986년 6월에 마침내 등장했고, 5월에 음반에서 유일하게 수록한 싱글로 〈Bigmouth Strikes Again〉이 발매되면서 시사회를 가졌다. 많은 이들이 밴드에게 〈There Is a Light That Never Goes Out〉을 싱글로 발표하라고 권유했지만, 조니 마는 더 스미스가 공백에서 돌아왔다는 것을 알리기 위해 롤링 스톤스의 〈Jumpin' Jack Flash〉와 함께 폭발적이고 자극적인 싱글을 원했다고 한다. 그것은 기대만큼 잘 팔리지 않았고, 영국 차트에서 26위에 머물렀다. 하지만 이 음반은 발매되자마자 국제적인 성공을 거두어 유럽 음반 차트에서 21주 동안 머물면서 유럽 주요 18개국의 판매량을 바탕으로 그 차트에서 19위를 기록했다. 그것은 또한 미국 빌보드 200에서 70위에 올랐고, 1990년 말에 미국 음반 산업 협회에 의해 골드 인증을 받았다.

## 곡 목록
모든 곡들은 모리세이와 조니 마에 의해 작사/작곡하였다.
| #  | 제목                      | 재생 시간 |
| -- | ------------------------- | --------- |
| 1. | 〈The Queen Is Dead〉     | 6:24      |
| 2. | 〈Frankly, Mr. Shankly〉  | 2:17      |
| 3. | 〈I Know It's Over〉      | 5:48      |
| 4. | 〈Never Had No One Ever〉 | 3:37      |
| 5. | 〈Cemetry Gates〉         | 2:39      |

| #  | 제목                                     | 재생 시간 |
| -- | ---------------------------------------- | --------- |
| 1. | 〈Bigmouth Strikes Again〉               | 3:12      |
| 2. | 〈The Boy with the Thorn in His Side〉   | 3:16      |
| 3. | 〈Vicar in a Tutu〉                      | 2:22      |
| 4. | 〈There Is a Light That Never Goes Out〉 | 4:03      |
| 5. | 〈Some Girls Are Bigger Than Others〉    | 3:16      |

## 인증
| 국가                                                  | 인증     | 판매량/출하량 |
| ----------------------------------------------------- | -------- | ------------- |
| 브라질 (Pro-Música Brasil)                            | 골드     | 100,000*      |
| 영국 (BPI)                                            | 플래티넘 | 300,000^      |
| 미국 (RIAA)                                           | 골드     | 500,000^      |
| *판매량을 기반으로 한 인증 ^출하량을 기반으로 한 인증 |          |               |